# HWM-Alta
HWM-Alta je dirkalnik, ki je bil uporabljen na dirkah za Veliko nagrado, Formuli 1 in Formuli 2 med sezonama 1949 in 1961, na prvenstvenih dirkah Formule 1 pa med sezonama 1951 in 1955, večinoma s strani tovarniškega moštva HW Motors Ltd. Ime HWM-Alta je sestavljeno kot običajno pri dirkalnikih, šasija-motor, torej HMW-jeva šasija in Altin 2,0 literski L4 motor. Skupno so dirkači s tem dirkalnikom zbrali dvestopetdeset nastopov na dirkah vseh kategorij, na katerih so stosedemindvajsetkrat dirko končali ter osvojili štiri zmage in še devetindvajset uvrstitev na stopničke. 
Dirkalnik je debitiral na dirki Jersey Road Race v sezoni 1949, ko je bil John Heath trinajsti. V sezoni 1950 je bil dirkalnik uporabljen na neprvenstvenih dirkah Formule 1 in dirkah Formule 2. Na dirki Formule 2 za Veliko nagrado Frontieresa je Johnny Claes dosegel prvo zmago dirkalnika, na neprvenstvenih dirkah Formule 1 pa je najboljši rezultat dosegel Stirling Moss s tretjim mestom na dirki za Veliko nagrado Barija. Moss in George Abecassis sta tudi nastopila na prvenstveni dirki za Veliko nagrado Švice v sezoni 1951, kjer je bil Moss osmi, Abecassis pa je odstopil. Moss je dosegel tudi edino zmago sezone na dirki Formule 2 Winfield F2 Race. 
Za sezono 1952 je bil dirkalnik z novimi pravili nekoliko bolj konkurenčen tudi na dirkah Formule 1, tako je Peter Collins s šestim mestom na dirki za Veliko nagrado Francije le za mesto zgrešil uvrstitev med dobitnike točk. Obe zmagi sezone sta bili doseženi na neprvenstvenih dirkah Formule 1/2, Lance Macklin na dirki BRDC International Trophy, Paul Frére pa na dirki za Veliko nagrado Frontieresa, kar je bila tudi zadnja zmaga za dirkalnik HWM-Alta. V sezoni 1953 so dirkači nastopili na nekaj prvenstvenih dirkah Formule 1, v sezonah 1954 in 1955 pa le po eni, na nobeni pa niso dosegli vidnejše uvrstitve. Dirkalnik je bil uporabljen tudi na nekaj neprvenstvenih dirkah v kasnejših sezonah, zadnjič pa na dirki za Veliko nagrado Nove Zelandije v sezoni 1961, ko se Jim Boyd ni uspel kvalificirati na samo dirko. 